# قجول (المهرة)

تعديل مصدري - تعديل

قجول هي إحدى قرى مديرية منعر التابعة لمحافظة المهرة، بلغ تعداد سكانها 76 نسمة حسب تعداد اليمن لعام 2004.